# Kerstin Linnartz

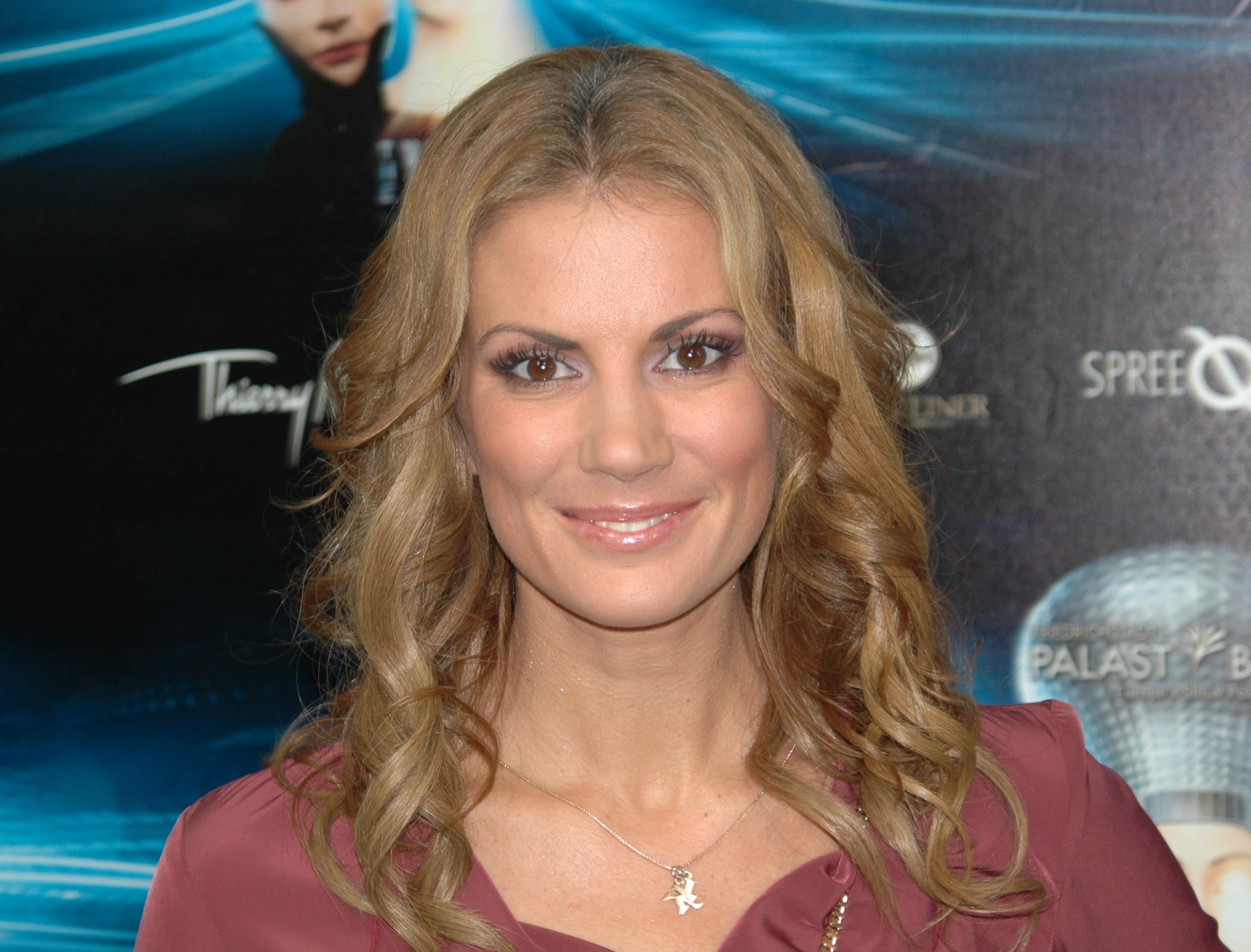
Kerstin Linnartz, 2014

Kerstin Linnartz (* 4. August 1976 in Eschweiler) ist eine deutsche Moderatorin, Autorin und Unternehmerin.

## Karriere
Linnartz arbeitete für kurze Zeit als Stylistin beim Musiksender VIVA und anschließend als Model. Sie absolvierte eine Ausbildung zur Fernsehjournalistin beim Sender NBC Europe. Zeitgleich moderierte sie von 1998 bis 2000  die Fernsehsendung NBC GIGA. Im Jahr 2000 ging das Magazin Heartbeat auf Sendung, dessen Konzept sie selbst entwickelte. Unmittelbar danach moderierte sie die Sendungen Sonnenklar, Traveler und Urlaubswelt bei 9Live und Tele 5. 2004 moderierte sie die Sat.1-Sendung BLITZ.
Im Anschluss daran war sie mit ihrer Reisesendung GLOBE bei N24 und Tele 5 auf Sendung. Ihre Schauspielausbildung machte sie bei Ron Burrus in Los Angeles. 2005 drehte sie diverse Filme und hatte Gastauftritte in Fernsehserien. Es folgte die Moderation für Deutsche-Welle-TV. Mit der zweisprachigen Kultur- und Lifestyle-Sendung euromaxx – Leben und Kultur in Europa war Kerstin Linnartz auch im Ausland auf Sendung.
2007, 2008 und 2009 stand sie für diverse Fernsehserien vor der Kamera und präsentierte die Sendungen Million Euro Challenge, Beat the stars, Heads Up sowie Live-Übertragungen im Boxen (WM-Kämpfe) für den deutschen Privatsender DSF und die US-Produktion Europe’s Greatest Stunts für den amerikanischen Markt. 2006 spielte sie die weibliche Hauptrolle in dem englischsprachigen Drama Half Past Ten nach einer Romanvorlage von Marguerite Duras. 2010 war sie für den Sender sport1 (ehemals DSF) weiterhin mit den Formaten Heads Up und Beat the stars auf Sendung. Seit 2011 präsentiert sie wöchentlich das Lifestyle-Format Life & Harmony für Yahoo! Deutschland Darüber hinaus moderiert sie Live-Events in Deutsch und Englisch und schrieb mehrere Yoga-Bücher.
Seit 2014 betreibt Linnartz ein Unternehmen, mit dem sie Yogalehrer ausbildet und Privatpersonen sowie Unternehmer in Sachen körperliche und mentale Gesundheit, Erfolg und Transformation coacht. Abseits des Showgeschäfts setzt sie sich für Charity-Organisationen in Deutschland und Indien ein. 

## Leben
Kerstin Linnartz lebt seit 2004 in ihrer Wahlheimat Berlin. Bis 2012 hatte sie insgesamt sieben Jahre einen Winterwohnsitz in Indien und betrieb dort unter anderem ein Yoga-Resort. Im Mai 2015 wurde ihre Tochter geboren.

## Publikationen
- Kerstin Linnartz: All about Yoga (Gräfe & Unzer Verlag), 2013, ISBN 978-3-8338-3391-5
- Kerstin Linnartz: Business Yoga (Becker Joest Volk Verlag), 2015, ISBN 978-3954530670
- Kerstin Linnartz: My Yoga Essentials (ZS Verlag GmbH), 2016, ISBN 978-3898836012
- Kerstin Linnartz: Chakra Yoga (DVD) (edel motion Verlag/WVG Medien), 2016